# Shohei Matsunaga
Shohei Matsunaga (Shizuoka, 7 januari 1989) is een Japans voetballer.

## Carrière
Shohei Matsunaga speelde tussen 2008 en 2012 voor Schalke II, Ehime FC, Persib Bandung en Persiba Balikpapan. Hij tekende in 2012 bij Gresik United.